# Steffen Raßloff
Steffen Raßloff (né en 1968 à Erfurt) est un historien, publiciste et conservateur allemand.

## Biographie
Steffen Raßloff étudie l'histoire et l'allemand à l'université d'Erlangen. En 2001, il obtient son diplôme avec la thèse Flucht in die nationale Volksgemeinschaft. Das Erfurter Bürgertum zwischen Kaiserreich und NS-Diktatur. Il enseigne ensuite à l'Université d'Erfurt.
Depuis 2007, il travaille comme historien indépendant et publiciste ainsi que commissaire d'expositions et de projets médiatiques. Il se concentre principalement sur l'histoire allemande des XIXe et XXe siècles, en particulier l'histoire de l'Allemagne centrale, l'histoire de la Thuringe et de la ville d'Erfurt. Il publie des publications, entre autres, sur les thèmes de la RDA, du Troisième Reich, de la République de Weimar, de l'Université d'Erfurt, de la salle impériale  d'Erfurt (de), de l'Entrevue d'Erfurt en 1808, du Congrès du Parti d'Erfurt du SPD en 1891, et Martin Luther et la Réforme en Thuringe. Ses publications sont principalement de nature scientifique de vulgarisation.
Raßloff est membre de la Commission historique de Thuringe (de), vice-président de l'Association pour l'histoire et l'archéologie d'Erfurt (de), membre du conseil d'administration de la Société universitaire d'Erfurt (de) et du Rotary Club d'Erfurt et président des Amis du musée municipal d'Erfurt (de). Il est rédacteur des Mitteilungen des Vereins für die Geschichte und Altertumskunde von Erfurt et écrit pour le Thüringer Allgemeine (de) et le Thüringische Landeszeitung (de).

## Travaux
- Flucht in die nationale Volksgemeinschaft. Das Erfurter Bürgertum zwischen Kaiserreich und NS-Diktatur. Böhlau, Köln, Weimar, Wien 2003,  (ISBN 3-412-11802-8). (Rezension bei hsozkult 2003)
- Wilhelm Knappe (1855–1910). Staatsmann und Völkerkundler im Blickpunkt deutscher Weltpolitik. Glaux, Jena 2005,  (ISBN 3-931743-86-1).
- mit Ruth Menzel: Denkmale in Erfurt. Sutton, Erfurt 2006,  (ISBN 3-89702-989-8).
- Fritz Sauckel. Hitlers „Muster-Gauleiter“ und „Sklavenhalter“. LZT, Erfurt 2007. 4. Auflage 2012,  (ISBN 978-3-937967-18-9).
- Hrsg.: „Willy Brandt ans Fenster!“ Das Erfurter Gipfeltreffen 1970 und die Geschichte des „Erfurter Hofes“. Glaux, Jena 2007,  (ISBN 978-3-940265-05-0).
- mit Ulrich Seidel: Der Erfurter Kaisersaal. Sutton, Erfurt 2008,  (ISBN 978-3-86680-303-9).
- Bürgerkrieg und Goldene Zwanziger. Erfurt in der Weimarer Republik. Sutton, Erfurt 2008,  (ISBN 978-3-86680-338-1).
- Friedliche Revolution und Landesgründung in Thüringen 1989/90. LZT, Erfurt 2009. 6. Auflage 2016,  (ISBN 978-3-937967-47-9).
- Geschichte Thüringens. Beck, München 2010. 2. Auflage 2020,  (ISBN 978-3-406-74734-2).
- mit Martin Baumann (Hrsg.): Blumenstadt Erfurt. Waid – Gartenbau – iga/egapark. Sutton, Erfurt 2011,  (ISBN 978-3-86680-812-6).
- mit Volker Leppin (de), Thomas A. Seidel (de) (Hrsg.): Orte der Reformation. Erfurt. Evangelische Verlagsanstalt, Leipzig 2012,  (ISBN 978-3-374-03000-2).
- Geschichte der Stadt Erfurt. Sutton, Erfurt 2012. 5. Auflage 2019,  (ISBN 978-3-95400-044-9).
- mit Hardy Eidam, Andreas Lindner, Gudrun Noll-Reinhardt, Ulrich Spannaus: Stadtgeschichten. Erfurt. Katalog zur Dauerausstellung im Stadtmuseum Erfurt. Erfurt 2013.
- mit Thomas A. Seidel (Hrsg.): Lutherland Thüringen. Thüringer Ministerium für Bildung, Wissenschaft und Kultur, Erfurt 2013. 3. Auflage 2014.
- 100 Denkmale in Erfurt. Geschichte und Geschichten. Mit Fotografien von Sascha Fromm. Klartext, Essen 2013,  (ISBN 978-3-8375-0987-8).
- mit Gudrun Noll-Reinhardt (Hrsg.): Schrecklich schön. Kriegserinnerungen aus Munition. Katalog zur Sonderausstellung im Stadtmuseum Erfurt und Museum für Sepulkralkultur Kassel. Erfurt 2014,  (ISBN 978-3-9816658-0-2).
- Der „Mustergau“. Thüringen zur Zeit des Nationalsozialismus. Bucher, München 2015,  (ISBN 978-3-7658-2052-6).
- mit Maik Märtin (Hrsg.): Orte der Reformation. Gotha. Evangelische Verlagsanstalt, Leipzig 2015,  (ISBN 978-3-374-04029-2).
- mit Mark Schmidt (Hrsg.): Orte der Reformation. Weimar. Evangelische Verlagsanstalt, Leipzig 2015,  (ISBN 978-3-374-04117-6).
- mit Heinz Stade: Erfurt. Eine Stadt im Wandel. Mit Fotografien von Günter Pambor. Edition Leipzig, Leipzig 2015,  (ISBN 978-3-361-00713-0).
- Kleine Geschichte der Stadt Erfurt. Rhino, Ilmenau 2016,  (ISBN 978-3-95560-045-7). 2. Auflage 2020.
- Kleine Geschichte der Stadt Gotha. Rhino, Ilmenau 2016,  (ISBN 978-3-95560-046-4).
- Mitteldeutsche Geschichte. Sachsen – Sachsen-Anhalt – Thüringen. Edition Leipzig, Leipzig 2016,  (ISBN 978-3-361-00717-8). Neuausgabe: Sax, Markkleeberg 2019,  (ISBN 978-3-86729-240-5).
- Das Dritte Reich. LZT, Erfurt 2017,  (ISBN 978-3-946939-12-2).
- mit Lutz Gebhardt (de): Die Thüringer Landgrafen. Geschichte und Sagenwelt. Rhino, Ilmenau 2017,  (ISBN 978-3-95560-055-6).
- Kleine Geschichte Thüringens. Rhino, Ilmenau 2017,  (ISBN 978-3-95560-056-3). 2. Auflage 2020.
- mit Jürgen Valdeig (de): Malerisches Thüringen. Eine Liebeserklärung in Aquarellen. Sutton, Erfurt 2017,  (ISBN 978-3-95400-885-8).
- Geschichte der Stadt Weimar. Sutton, Erfurt 2018,  (ISBN 978-3-95400-891-9).
- Kleine Geschichte Sachsens. Rhino, Ilmenau 2018. 2. Auflage 2019,  (ISBN 978-3-95560-062-4).
- Thüringen. 55 Highlights aus der Geschichte. Sutton, Erfurt 2018,  (ISBN 978-3-95400-943-5).
- mit Roland Steinacher (de), Stefan Donecker, Patrick Oelze, Michael Gehler (de), Oliver Domzalski, Daniel Mollenhauer: Deutsche Geschichte. Die große Bild-Enzyklopädie. Dorling Kindersley, München 2018,  (ISBN 978-3-8310-3542-7).
- Kleine Geschichte der Stadt Dresden. Rhino, Ilmenau 2019,  (ISBN 978-3-95560-072-3).
- Kleine Geschichte der Hanse. Rhino, Ilmenau 2019,  (ISBN 978-3-95560-071-6).
- Sachsen. 55 Highlights aus der Geschichte. Sutton, Erfurt 2019,  (ISBN 978-3-96303-065-9).
- mit Jürgen Valdeig: Malerisches Erfurt. Eine Liebeserklärung in Aquarellen. Sutton, Erfurt 2019,  (ISBN 978-3-96303-131-1).
- Kleine Geschichte der Stadt Leipzig. Rhino, Ilmenau 2020,  (ISBN 978-3-95560-082-2).
- Sachsen-Anhalt. 55 Highlights aus der Geschichte. Sutton, Erfurt 2020,  (ISBN 978-3-96303-162-5).
- Erfurt. 55 Highlights aus der Geschichte. Sutton, Erfurt 2021,  (ISBN 978-3-96303-271-4).
- Barbarossa. Kaiser und Sagengestalt. Rhino, Ilmenau 2021,  (ISBN 978-3-95560-088-4).
- Dresden. 55 Highlights aus der Geschichte. Sutton, Erfurt 2021,  (ISBN 978-3-96303-297-4).

Autres publications indépendantes
- Volkskunde im 19. und 20. Jahrhundert. Erfurt 2003.
- Thüringen. Ein historischer Überblick. Erfurt 2004. 3. Auflage 2015.
- Parteien und Landespolitik 1920–1933. Erfurt 2005.
- Das Dritte Reich. Erfurt 2007.
- Antisemitismus in Thüringen. Erfurt 2008.
- Der Freistaat Thüringen 1990/93. Erfurt 2010 (online, PDF; 229 kB).
- Martin Luther in Thüringen. Erfurt 2010. 2. Auflage 2014.
- Metropolis Thuringiae. Das spätmittelalterliche Erfurt. Erfurt 2011.
- Thüringen und Frankreich seit Napoleon. Erfurt 2013.
- Erfurt. Die älteste und jüngste Universität Deutschlands. Erfurt 2014. 2. Auflage 2017.
- Der Freistaat Thüringen 1920–2020. Erfurt 2020.